# Hockey Club Pinerolo
Lo Storm Pinerolo è una squadra di hockey su ghiaccio di Pinerolo  che milita nella Italian Hockey League - Division I, terza serie del campionato hockeystico italiano. Gioca le sue gare interne al  Palaghiaccio di Pinerolo. Nella stagione otterrà il 4° posto nel suo girone, disputando il Qualification Round che concluderà al 3° posto a 5 punti dall'HC Gherdeina - Div. I, non riuscendo ad ottenere la qualificazione ai playoff.

## Storia
La società è stata rifondata nel 2024, sorgendo sulle ceneri dell'Hockey Club Pinerolo.

## Palaghiaccio

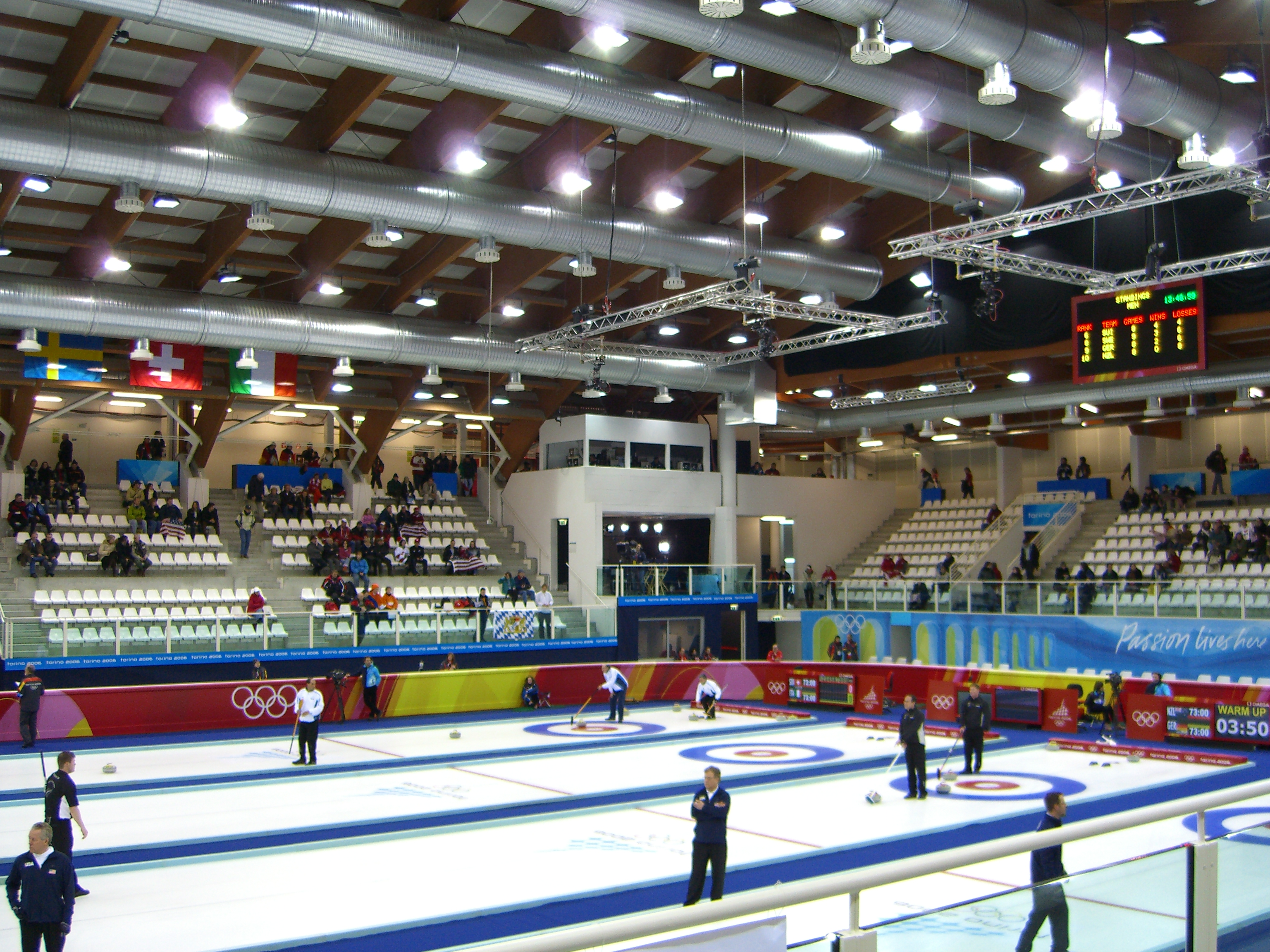
Il palazzetto di Pinerolo

Lo Storm Pinerolo disputa i propri incontri casalinghi presso il Palaghiaccio di Pinerolo, realizzato per i XX Giochi olimpici invernali disputati a Torino nel 2006, con una capienza di 2000 posti.